# Katherine Campos
Katherine Campos (Recife, começou a praticar judô com 4 anos de idade na Associação Nagai em Pernambuco. Integrou o Esporte Clube Pinheiros e a Universidade Gama Filho, mas ficou maior parte da sua carreira representando o Clube de Regatas do Flamengo, onde conquistou o título inédito para o clube de Campeão do Grand Prix Interclubes de Judo em 2012. Também foi atleta e terceiro sargento da Marinha no projeto de olímpico das forças armadas. Integrante do CEFAN (Centro de educação física Almirante Nunes - (departamento militar esportivo).
Foi uma das representantes do país nos Jogos Pan-americanos de 2011, em Guadalajara, no México.
Representou a Seleção Brasileira de Judô no Campeonato Mundial de 2013, no Rio de Janeiro e foi vice campeã por equipes.
Conquistou medalhas internacionais em etapas de Grand Slam, Grand Prix, Campeonatos Pan-Americanos e Copas do Mundo.
Formada em Educação Física (Licenciatura e Bacharel), aposentou aos 28 anos devido à uma lesão no joelho e iniciou carreira na área de Gestão Esportiva na Confederação Brasileira de Judô. 